# 채리나
채리나(본명: 박현주, 1978년 2월 3일~)는 대한민국의 가수이자 사업가이다.  혼성그룹인 디바와 룰라의 멤버이며, 2016년 11월 프로야구 LG 트윈스의 1군 작전코치 박용근과 결혼했다.

## 학력
- 1990년 서울용강초등학교 (졸업)
- 1992년 사당중학교 (중퇴)
- 고등학교 졸업학력 검정고시 (합격)

## 예능
- MBC TV 《청춘 버라이어티 꽃다발》
- E채널 《별거가 벌거냐 시즌 2》
- MBC every1 《비디오스타》 게스트 (101회, 2020년 7월 10일)
- KBS 2TV 《나는 아픈 개와 산다》
- JTBC 《아는 형님》
- MBC 《황금어장 라디오스타》 게스트 (723회, 2021년 6월 2일)
- TV CHOSUN 《아바드림》 드림캐처 (1회, 2022년 10월 3일)
- KBS 2TV 《사장님 귀는 당나귀 귀》게스트
- E채널 《놀던언니》시즌 1.2 MC
- SBS 《골 때리는 그녀들》FC탑걸 선수 승강 P.O 선수 올스타전 선수 제1회 제2회 SBS CUP 선수 슈퍼리그 선수 챌린지리그 선수 SBS G리그 선수
- 유튜브 《노빠꾸 탁재훈》 게스트 (24회, 2024년 12월 11일)

## 교양
- skyPetpark 《잘살아보시개 시즌2》

## 기타
- 17살에 룰라로 데뷔할 당시에 19세 미만은 연예계에 데뷔를 할 수 없어서 나이를 속여 2살을 올려서 데뷔하였다.[1]
- 데뷔 초에는 서울여자고등학교를 나온 것으로 알려졌지만 실제 학력이 중학교 중퇴라고 밝혀졌다.[2]

## 음반 목록
그룹1
- 1995년 룰라 2집 날개잃은 천사
- 1995년 룰라 3집 천상유애
- 1996년 룰라 4집 All system go
- 1997년 룰라 5집 연인
- 1999년 룰라 6집 Six N Six
- 2000년 룰라 7집 風變旗曲(풍변기곡)
- 2001년 룰라 8집 Best & Last
- 2009년 룰라 9집 a9ain

그룹2
- 1997년 디바 1집 Funky Diva
- 1998년 디바 2집 SNAPPYDIVA`S
- 1999년 디바 Dream
- 1999년 디바 3집 Millennium

그룹3
- 1999년 브로스 1집 14 Guy Project Album

그룹4
- 2006년 걸프렌즈 1집 Another Myself
- 2007년 걸프렌즈 2집 Addict 2 Times

개인음반
- 2002년 솔로 1집 The First Step

비정규 앨범
- 1995년 룰라와 투투 크리마스 앨범 룰라와 투투의 크리스마스
- 1995년 룰라 '95 룰라 라이브 콘서트
- 1996년 룰라 영어앨범 Pops And Party
- 1997년 룰라 Roo'ra Best Album

## 수상
- 1995년 대한민국영상음반대상 본상 (골든디스크부문)
- 1995년 서울가요대상 대상
- 1995년 SBS 가요대전 대상
- 1997년 대한민국영상음반대상 신인상 (골든디스크부문)
- 1998년 SBS 가요대전 본상
- 1999년 대한민국영상음반대상 본상 (골든디스크부문)
- 2022년 SBS 연예대상 쇼, 스포츠 부문 여자 우수상